# Gian van Veen
Gian van Veen (* 23. April 2002 in Poederoijen) ist ein niederländischer Dartspieler. Sein Spitzname The Giant entstand in Anlehnung an seine Körpergröße.

## Karriere
Van Veen spielte zunächst hauptsächlich bei der PDC Development Tour sowie der PDC Challenge Tour. In beiden Serien konnte er im Jahr 2022 einen Turniersieg erzielen. Zudem qualifizierte sich van Veen für die German Darts Championship 2022 und gab damit sein Debüt auf der European Darts Tour. Er schied jedoch in der Vorrunde durch eine 2:6-Niederlage gegen Vincent van der Voort aus.
Bei den Anfang Dezember 2022 ausgetragenen World Open spielte sich van Veen bis ins Viertelfinale, welches er jedoch gegen den späteren Turniersieger Benjamin Pratnemer verlor.
Im Januar 2023 nahm van Veen an der Q-School teil. Dabei durfte er dank guter Leistungen auf der vorangegangenen Challenge Tour direkt in der Final Stage starten. Am vierten Tag sicherte er sich über die Rangliste die Tour Card. Sein erstes Jahr auf der Tour verlief erfolgreich. Er belegte am Ende den 25. Platz in der Pro Tour Order of Merit und qualifizierte sich damit für die PDC World Darts Championship 2024 als zweitbester Spieler, der nicht bereits über die Order of Merit qualifiziert war. Bei der European Darts Championship 2023 erreichte er das Halbfinale. Er spielte auch weiterhin auf der Development Tour, wo er sechs Turniere gewann und den ersten Platz der Order of Merit belegte. Bei der PDC World Youth Championship 2023 erreichte van Veen das Finale, verlor dort aber gegen Luke Littler. Bei der PDC World Darts Championship verlor er überraschend 2:3 gegen Man Lok Leung aus Hongkong. 
Mit dem Erreichen des Viertelfinals bei den European Darts Open 2024 am 23. Juni 2024 rückte van Veen auf Position 32 der PDC Order of Merit vor. Damit war er nicht mehr berechtigt, bei der Development Tour zu spielen.
Am 22. September 2024 erreichte van Veen bei der Hungarian Darts Trophy 2024 erstmals ein Finale auf der European Tour. Er unterlag dort seinem Landsmann Michael van Gerwen, nachdem er einen Matchdart auf das Bull’s Eye vergeben hatte.
Beim Grand Slam of Darts 2024 zeigt sich van Veen sehr stark: Im Durchschnitt seiner drei Gruppenspiele erreichte er einen Average von 109,70, was einen neuen Turnierrekord bedeutete. Im zweiten Gruppenspiel stellte er zudem mit 114,71 den drittbesten Average der Turnierhistorie auf. Im Achtelfinale siegte er mit 106,45 deutlich über Ryan Joyce, erst im Viertelfinale unterlag er knapp gegen Gary Anderson.
Am 21. April 2025 erreichte er beim German Darts Grand Prix 2025 erneut ein Finale bei der European Darts Tour, verlor dieses aber wieder gegen Michael van Gerwen mit 5:8.

## Titel

### PDC
- Pro Tour
  - Players Championships
    - Players Championships 2025: 6
- Secondary Tour Events
  - PDC Challenge Tour
    - PDC Challenge Tour 2022: 12

  - PDC Development Tour
    - PDC Development Tour 2022: 18
    - PDC Development Tour 2023: 4, 8, 10, 13, 17, 23
    - PDC Development Tour 2024: 5, 7
- Weitere
  - PDC World Youth Championship 2024

### WDF
- Jugend
  - Denmark Masters: 2018
  - Belfry Open: 2019

## Weltmeisterschaftsresultate

### PDC-Junioren
- 2023: Finale (4:6-Niederlage gegen  Luke Littler)
- 2024: Sieger (6:5-Sieg gegen  Jurjen van der Velde)

### PDC
- 2024: 1. Runde (2:3-Niederlage gegen  Man Lok Leung)
- 2025: 2. Runde (1:3-Niederlage gegen  Ricardo Pietreczko)

## Turnierergebnisse
| Turnier                                    | 2022              | 2023              | 2024              | 2025 |
| ------------------------------------------ | ----------------- | ----------------- | ----------------- | ---- |
| PDC-Ranking-Turniere                       |                   |                   |                   |      |
| Weltmeisterschaft                          | n/q               | n/q               | 1R                | 2R   |
| World Masters                              | nicht ausgetragen | nicht ausgetragen | nicht ausgetragen | VR   |
| UK Open                                    | n/q               | 3R                | AF                | VF   |
| World Matchplay                            | n/q               | n/q               | 1R                | VF   |
| World Grand Prix                           | n/q               | n/q               | 1R                |      |
| European Championship                      | n/q               | HF                | 1R                |      |
| Grand Slam of Darts                        | n/q               | GP                | VF                |      |
| Players Championship Finals                | 1R                | 2R                | 1R                |      |
| PDC-Turniere ohne Einfluss auf das Ranking |                   |                   |                   |      |
| World Cup of Darts                         | n/q               | n/q               | n/q               | HF   |
| World Series of Darts Finals               | n/q               | n/q               | 1R                |      |
| Karrierestatistiken                        |                   |                   |                   |      |
| Platzierung am Jahresende                  | 97                | 45                | 28                |      |

| Legende zu den Turnierergebnissen | Legende zu den Turnierergebnissen | Legende zu den Turnierergebnissen | Legende zu den Turnierergebnissen | Legende zu den Turnierergebnissen | Legende zu den Turnierergebnissen | Legende zu den Turnierergebnissen | Legende zu den Turnierergebnissen | Legende zu den Turnierergebnissen | Legende zu den Turnierergebnissen |
| --------------------------------- | --------------------------------- | --------------------------------- | --------------------------------- | --------------------------------- | --------------------------------- | --------------------------------- | --------------------------------- | --------------------------------- | --------------------------------- |
| n/t                               | nicht teilgenommen                | n/q                               | nicht qualifiziert                | n/a                               | nicht ausgetragen                 | #R                                | Aus in jeweiliger Runde           | GP                                | Aus in der Gruppenphase           |
| AF                                | Achtelfinalist                    | VF                                | Viertelfinalist                   | HF                                | Halbfinalist                      | F                                 | Turnierfinalist                   | S                                 | Turniersieger                     |